# Décembre 1810
Cette page présente les faits marquants du mois de décembre 1810.

## Événements
- George III du Royaume-Uni étant affligé d'une maladie mentale, le prince de Galles et futur George IV assure la régence[1].

- 3 décembre : capitulation de l'île de France ; la France perd l'île Maurice au bénéfice du Royaume-Uni[2].

- 6 décembre : Miguel Hidalgo proclame l'abolition de l'esclavage au Mexique[3].

- 13 décembre :
  - annexion du Valais, qui forme le département du Simplon, pour assurer les liaisons avec l’Italie;
  - sénatus-consulte décrétant l’annexion à l’Empire français de la côte nord de l’Allemagne : Hambourg, Brême, Lübeck et le duché d’Oldenbourg[4]. L'Empire français compte 130 départements.

- 14 décembre, France : création de l’ordre des avocats (« le Barreau »).

- 18 décembre : victoire des insurgés mexicains à la bataille de Real del Rosario[5].

- 31 décembre (19 décembre du calendrier julien) : oukase instaurant un nouveau tarif douanier en Russie. Alexandre Ier rompt le blocus continental. Il fait rouvrir les ports au commerce des neutres transportant des marchandises britanniques et interdit l’accès aux produits français importés par voie terrestre[6].

## Naissances
- 7 décembre :
  - Theodor Schwann (mort en 1882), physiologiste, histologiste et cytologiste allemand.
  - Francesco Ferrara, économiste italien († 1900).
- 11 décembre : Alfred de Musset, poète et dramaturge français.
- 23 décembre
  - Karl Richard Lepsius (mort en 1884), égyptologue allemand.
  - Edward Blyth (mort en 1873), zoologiste britannique.

## Décès
- 5 décembre : Jean-Baptiste Treilhard, juriste et homme politique français pendant la période de la Révolution, député aux États généraux de 1789, président de l'Assemblée constituante, puis de la Convention nationale (° 2 ou 3 janvier 1742).
- 6 décembre :
  - John Francis Rigaud, peintre britannique (°18 mai 1742).
  - Nicolas Claude Duval-le-Roy (né en 1739), mathématicien et hydrographe français.
- 10 décembre : Johann Christian Daniel von Schreber (né en 1739), botaniste, mycologue et zoologiste allemand.
- 14 décembre : François Péron (né en 1775), naturaliste et explorateur français.
- 15 décembre : Sarah Trimmer, écrivain et critique de littérature enfantine britannique (° 6 janvier 1741).
- 18 décembre : Jean-Marie Heurtault de Lammerville (né en 1740), agronome et politicien français.